# نیومارکت
نیومارکت (انگلیسی: NewMarket) شرکت صنایع شیمیایی آمریکایی است، که در سال ۱۸۸۷ تأسیس شد.